# Procédé Berlin
Le procédé Berlin est un procédé de fabrication de l'hydrogénosulfate de potassium avec comme coproduit l'acide chlorhydrique par réaction entre le chlorure de potassium et l'acide sulfurique.
L'acide et le sel sont mélangés dans un retorte puis chauffés jusqu'à une température de 300 °C. Le gaz constitué d'acide chlorhydrique pratiquement pur est récupéré par absorption des gaz issus de la réaction dans l'eau.
{\displaystyle {\rm {KCl+H_{2}SO_{4}\longrightarrow KHSO_{4}+HCl}}}